# La Naissance d'une nouvelle star
La Naissance d'une nouvelle star (Stuck in the Suburbs) est un téléfilm américain de la collection des Disney Channel Original Movie réalisé par Savage Steve Holland, produit par Disney Channel, diffusé pour la première fois en 2004.
Il s'agit de l'un des premiers téléfilms produits par Walt Disney Records accompagné de sa propre bande-originale.

## Synopsis
Deux lycéennes, Brittany qui est fan du chanteur Jordan Cahill et Natasha, une nouvelle élève, décident d'aller voir le tournage du nouveau clip de Jordan. Brittany se fait bousculer par le meilleur ami de Jordan qui a son portable. Par inadvertance, ils échangent les portables. Brittany commence alors à recevoir des appels de Jennifer Lopez, Madonna etc. Le meilleur ami de Jordan quant à lui, reçoit des appels des amis de Brittany. Brittany et Natasha font couper très courts les cheveux de Jordan, changer sa garde de robe, et rompre avec sa petite amie. Tout s'effondre pour l'imprésario de Jordan, mais pour le chanteur c'est le bonheur. Puis, les deux adolescentes réussissent à pirater le portable et découvrent les textes qu'il écrit et non ceux que sa maison de disques l'oblige à chanter. Mais Jordan découvre la substitution.

## Fiche technique
- Titre original : Stuck in the Suburbs
- Titre français : La Naissance d'une nouvelle star
- Réalisation : Savage Steve Holland
- Scénario : Wendy Engelberg et Amy Engelberg
- Direction artistique : Kelly Curley
- Décors : Alice Baker
- Costumes : Mona May
- Photographie : Christopher Faloona
- Montage : Cindy Parisotto
- Musique : David Kitay et Jeff Vincent
- Casting : Lynda Gordon et Judy Taylor
- Production : Richard D. Arredondo et Richard Fischoff
- Pays d'origine :  États-Unis
- Langue originale : anglais
- Format : couleur - 1,33:1 - son stéréo
- Genre : comédie, musique
- Durée : 76 minutes
- Dates de sortie :
  -  États-Unis : 16 juillet 2004 sur Disney Channel
  -  France : date inconnue

## Distribution
- Danielle Panabaker (V. F. : Kelly Marot) : Brittany Aarons
- Brenda Song (V. F. : Nathalie Bienaimé) : Natasha Kwon-Schwartz
- Taran Killam (V. F. : Alexis Tomassian) : Jordan Cahill
- Kirsten Nelson (V. F. : Laurence Breheret) : Susan Aarons
- Patrick Stogner (V. F. : Gwenaël Sommier) : Cooper Aarons
- Corri English : Jessie Aarons
- Ric Reitz : David Aarons
- Ryan Belleville : Eddie
- Todd Stashwick : Len
- Jennie Garland : Olivia Hooper
- Amanda Shaw : Kaylee Holland
- CiCi Hedgpeth : Ashley Simon
- Lara Grice : La mère d'olivia
- Drew Seeley : David (l'hôte d'accueil de l'hôtel)

## Bande originale
1. A Whatever Life — Haylie Duff
2. Good Life — Jesse McCartney
3. Stuck — Stacie Orrico
4. Over It — Anneliese Van der Pol
5. Stuck in the Middle With You — Stealers Wheel
6. Take Me Back Home — Greg Raposo
7. More Than Me (Acoustic) — Jordan Cahill / Taran Killam
8. Make a Wish — Jordan Cahill / Taran Killam
9. More Than Me (Pop Version) — Jordan Cahill / Taran Killam

## Analyse du film
Ce film est dû à la volonté de la Walt Disney Company d'une plus forte intercation entre ses filiales. C'est pourquoi Walt Disney Records, la filiale musicale de Disney, a produit ce film diffusé sur Disney Channel, la chaîne de la société. Le but est simple, augmenter les ventes de disque de Disney en profitant de l'engouement des années 2000 pour les émissions de découvertes de talents musicaux comme Pop Idol / Nouvelle Star ou Star Academy. Les acteurs présents dans ce film sont des chanteurs de l'« écurie » Disney.[réf. souhaitée]